# Саниоре
Саниоре (груз. სანიორე) — село в Телавском муниципалитете Грузии, располагается в Алазанской долине. Расположен на правом берегу реки Лопота, на трассе Кварели — Ахмет. 420 метров над уровнем моря, 21 километр от Телави. По переписи 2014 года в селе проживает 735 человек.

## История
В советское время в селе действовал колхоз села Саниоре Телавского района. В этом колхозе трудился Герой Социалистического Труда Георгий Исаакович Шавадзе.